# Kürbisspinnen
Die Kürbisspinnen (Araniella) sind eine Gattung aus der Familie der Echten Radnetzspinnen (Araneidae). Weltweit umfasst die Gattung 11 Arten (Stand: 2016), von denen sieben auch in Mitteleuropa vorkommen.

## Merkmale
Die größten Arten haben eine maximale Körperlänge von etwa acht Millimetern, die Weibchen der europäischen Arten erreichen etwa vier bis sechs Millimeter, die Männchen sind etwas kleiner. Der Carapax des Vorderkörpers (Prosoma) ist glatt, er ist gelblich bis bräunlich gefärbt, der Hinterleib (Opisthosoma) der meisten Arten leuchtend grün, bei einigen Arten gelblich, rötlich oder weißlich, meist mit einer Doppelreihe aus drei bis vier kleinen, dunklen Punkten, gelegentlich mit roter Zeichnung (Araniella displicata). Eine Kreuz- oder Blattzeichnung auf dem Hinterleib ist niemals vorhanden. Die Beine sind bräunlich bis gelblich, gelegentlich sind die äußeren (distalen) Abschnitte der Beinglieder verdunkelt. Das Prosoma ist etwas länger als breit, die Augen relativ klein. Die Cheliceren tragen am Vorderrand drei bis vier, am Hinterrand drei Zähne. Beim Männchen trägt die Patella des Pedipalpus, drei (sehr selten nur zwei) große Borsten (Makrosetae). Der Bulbus der männlichen Pedipalpen besitzt eine lange, schlanke mediane Apophyse, die meist hakenförmig ist. Auch der Embolus ist lang und in eine dünne Spitze ausgezogen. Die Epigyne der Weibchen ist von einem kurzen, breiten Schild (Scapus) bedeckt, der oft eine gerunzelte Oberfläche besitzt.
Die Arten sind teilweise schwierig bestimmbar, die Existenz von Hybriden zwischen einigen Arten wird vermutet. Die in Europa weit verbreiteten Arten Araniella cucurbitina und Araniella opistographa sind insbesondere im weiblichen Geschlecht sehr schwer unterscheidbar.

## Lebensweise
Alle Arten bauen kleine Radnetze, in der Regel im Laubwerk von Büschen und Bäumen, gelegentlich horizontal, die Spreite eines einzelnen Laubblattes abdeckend.

## Verbreitung
Die Gattung ist holarktisch verbreitet, auch einzelne Arten wie Araniella displicata und Araniella proxima kommen sowohl in Eurasien wie in Nordamerika vor. Araniella maderiana ist Endemit der Kanarischen Inseln und Madeiras.

## Arten
Die in Europa vorkommenden Arten sind:
- Araniella alpica (L. Koch, 1869)
- Araniella cucurbitina Kürbisspinne (Clerck, 1757)
- Araniella displicata (Hentz, 1847)
- Araniella inconspicua (Simon, 1874)
- Araniella maderiana (Kulczyński, 1905)
- Araniella opisthographa (Kulczyński, 1905)
- Araniella proxima (Kulczyński, 1885)